# 鲁穆瓦地区科韦维尔
鲁穆瓦地区科韦维尔（法語：Cauverville-en-Roumois，法語發音：[kovɛʁvil ɑ̃ ʁumwa]）是法国厄尔省的一个市镇，位于该省西北部，属于贝尔奈区。

## 地理
鲁穆瓦地区科韦维尔（49°21'3"N, 0°38'47"E）面积3.24 平方千米，位于法国诺曼底大区厄尔省，该省份为法国北部内陆省份，北起滨海塞纳省，西接奧恩省和卡爾瓦多斯省，南至厄尔-卢瓦省，东临瓦兹省、瓦兹河谷省和伊夫林省。
与鲁穆瓦地区科韦维尔接壤的市镇（或旧市镇、城区）包括：阿普维尔阿讷博、布雷斯托、科勒托、埃特雷维尔。

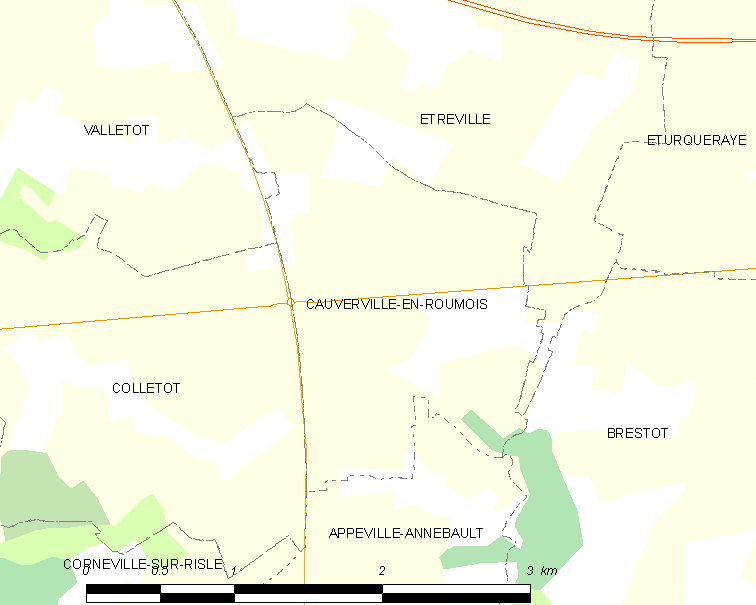
鲁穆瓦地区科韦维尔的OSM定位图

鲁穆瓦地区科韦维尔的时区为UTC+01:00、UTC+02:00（夏令时）。

## 行政
鲁穆瓦地区科韦维尔的邮政编码为27350，INSEE市镇编码为27134。

## 政治
鲁穆瓦地区科韦维尔所属的省级选区为阿沙尔堡县。

## 人口

1962-2008年间鲁穆瓦地区科韦维尔人口变化图示

鲁穆瓦地区科韦维尔于2022年1月1日时的人口数量为211人。